# Михановићев одломак
Михановићев одломак представља један од најстаријих сачуваних споменика писаних глагољицом на старословенском језику, у коме се јављају црте српског народног језика под чијим утицајем ће се касније развити и српска редакција старословенског језика, а уједно је и један од последњих који су сачувани на тим просторима. Сматра се, на основу неких црта језика (нпр. замена слова ф словом п тј. Степан уместо Стефан) и саме глагољице, да је настао крајем XI или почетком 12. века на простору Босне или тадашње Зете (Зета или Захумље). Сам одломак чине два листа пергамента, величине 24 cm × 18,5 cm на којима је исписан део „Дела апостолских“, према источном (православном) обреду и сродан је, по месту и времену настанка, тзв. Гршковићевом одломку.
Одломак је пронађен 1262. године залепљен у корицама Иловичке крмчије, (Номоканон), у збирци ћириличних рукописа А.Михановића, и сматра се најстаријем сачуваном препису, зборнику грађанских и црквених прописа византијске државе, које је почетком XIII века превео Свети Сава и ово је први српски правни акт и писан је на народном језику.
Данас се Михановићев одломак апостола чува у библиотеци Хрватске академије знаности и умјетности у Загребу.